# Maurice Achener
Maurice Victor Achener (Mulhouse, 17 settembre 1881 – Courbevoie, 18 aprile 1963) è stato un pittore e incisore francese.

## Biografia
Studiò all'École des beaux-arts di Strasburgo, e completò la sua formazione dapprima a Monaco di Baviera, negli studi dell'incisore Peter Halm e del pittore Ludwig von Löfftz, in seguito a Parigi, sotto la guida di Jean-Paul Laurens. Dal 1914 espose nella capitale francese alle mostre della Société nationale des beaux-arts, di cui divenne membro, al Salon d'Automne e Salon des artistes décorateurs. Partecipò ad esposizioni a Strasburgo, Mulhouse, Monaco di Baviera, Berlino, Firenze, New York e Chicago. Fu autore di incisioni e dipinti dallo stile impressionista; i soggetti che più esplorò furono i paesaggi campestri alsaziani, belgi e toscani e gli scorci cittadini, soprattutto di Strasburgo e Bruges.
Due incisioni di Achener sono conservate al Metropolitan Museum of Art di New York.